# Esquire Show Bar
Le Esquire Show Bar est une ancienne discothèque rhythm and blues de Montréal populaire des années 1950, années 1960 et années 1970, située au 1224 rue Stanley.

## Histoire
Bon nombre d'artistes internationaux (James Brown, Ray Charles, Aretha Franklin, Tina Turner, Otis Redding, Little Richard, Fats Domino, Wilson Pickett, B.B. King, Chubby Checker, Etta James, Joe Tex, Percy Sledge, Jackie Wilson, George Benson, The Avalons, John Lee Hooker, Muddy Waters) y performèrent.